# Antrozous pallidus
Antrozous pallidus är en fladdermusart som först beskrevs av LeConte 1856.  Antrozous pallidus är ensam i släktet Antrozous som ingår i familjen läderlappar. IUCN kategoriserar arten globalt som livskraftig.
Inga underarter finns listade i Catalogue of Life. Wilson & Reeder (2005) skiljer mellan 7 underarter.
Arten blir 60 till 85 mm lång (huvud och bål) har en 35 till 57 mm lång svans och väger 17 till 28 g. Underarmarna är 45 till 60 mm långa. Antrozous pallidus har ullig ljusbrun till gulbrun päls på ovansidan och ljusare päls på buken. Liksom den andra arten i samma underfamilj har denna art en nos som påminner om ett tryne samt stora smala öron.
Denna fladdermus förekommer i västra Nordamerika och norra Centralamerika. Utbredningsområdet sträcker sig från södra British Columbia (Kanada) till centrala Mexiko. Arten lever även på Kuba. Habitatet utgörs av främst av halvöknar och gräsmarker.
Individerna vilar i grottor eller byggnader. De äter olika insekter och andra ryggradslösa djur eller ryggradsdjur, till och med mindre skorpioner och mindre ödlor. Vid viloplatsen hittas ofta flockar med cirka 20 medlemmar. Parningen sker före vintern och sedan går individerna i ide. De befruktade äggen vilar till nästa vår. Före födelsen bildar honor stora kolonier som sällan besöks av en hane. Unga honor har vanligen en unge per kull och äldre honor två. För att hitta födan flyger arten ofta efter dessa läten som bytesdjuret gör eller den använder ekolokalisering.
Antrozous pallidus flyger vanligen tätt över marken (sällan högre än 2,5 meter) och plockar sina byten från marken eller från den låga växtligheten. För kommunikationen mellan artfränder finns flera olika läten. Nyfödda ungar väger cirka 3 g och de är blinda. De öppnar sina ögon efter cirka fem dagar och kan flyga efter fyra till fem veckor. Ungarna diar sin mor sex till åtta veckor. I naturen kan arten leva 9 år och med människans vård nästan 12 år.